# Кустов, Виталий Николаевич
Виталий Николаевич Кустов (23 мая 1941, Ленинград — 2000) — советский хоккеист, нападающий. Мастер спорта СССР.
Воспитанник ленинградского хоккея, начинал играть в «Кировце». 14 сезонов (1961/62 — 1974/75) провёл в СКА.
Победитель Кубка Шпенглера 1970, 1971. Финалист Кубка СССР 1968, 1971. Бронзовый призёр чемпионата СССР 1970/71.
Окончил школу тренеров в ВИФКе, тренировал команду института. Работал во дворце спорта СКА.
Скончался в 2000 году от алкогольного отравления.
Введен в Галерею славы СКА 14 ноября 2003 года (№ 16).